# 小橋秀行
小橋 秀行（こばし ひでゆき、1982年9月1日 - ）は、日本の俳優。アークエムプロモーション所属。群馬県出身。

## 出演

### テレビ
2014年
- テレビ東京　牙狼〈GARO〉-魔戒ノ花- シマダの弟子役
- TBS　 S -最後の警官-　犯人役

2015年
- TBS ヤメゴク～ヤクザやめて頂きます～　第9話 浅間組構成員役
- dTVオリジナル みんな!エスパーだよ!～欲望だらけのラブ・ウォーズ～
- NHKBSプレミアム　アイアングランマ　第6話　部下役

2016年
- 日本テレビ HiGH&LOW〜THE STORY OF S.W.O.R.D.〜 Season2（監督：山口雄大） ムゲン役
- Netflix 火花 5、6話（監督：沖田修一）重田 役

2017年
- テレビ東京 　コードネームミラージュ　Ｋ-13隊員役

2022年
- テレビ朝日 緊急取調室 新春ドラマスペシャル「特別招集 2022 8億円のお年玉」（2022年1月3日） - 小林太 役

### 映画
2009年
- バースデイ（監督：豊田知香）結城役

2010年
- 風が見えない（監督：松井一生） 主演
- Press（監督：明石和之）先輩役

2012年
- Hot Chocolate(安田益康監督)　雅弘役
- TROUBLE BOX (塚原裕二監督)　中国人マフィア役

2014年
- 海月姫（監督：川村泰祐）
- TOKYO TRIBE（監督：園子温）召使い役
- イン・ザ・ヒーロー（監督：武正晴）
- 魔女の宅急便（監督：清水崇）飼育員役
- REVENGE （監督：塚原裕二）耳鳴り役

2015年
- リアル鬼ごっこ （監督：園子温）列ぶ男役
- 虎影 (監督：西村喜廣) 忍者役
- ストレイヤーズ・クロニクル (監督：西村喜廣) カフェの客役
- グラスホッパー (監督：瀧本智行) フロイライン部下役

2016年
- Max the movie（監督：山口雄大） そば屋役
- HiGH&LOW THE RED RAIN （監督：山口雄大）上園運転手役・アクション部

2017年
- 新宿スワンII(監督:園子温) ウィザード 阿部役
- アンチポルノ　(監督:園子温) 助監督役
- RE:BORN （監督：下村勇二）カフェの店員役

2020年
- 劇場版 忍者じゃじゃ丸くん(監督：柴田愛之助) フィルマーク隊役

2021年
- あ・く・あ～ふたりだけの部屋～（監督：中川究矢） - 刑事 役

2024年
- コウインKOUIN〜光陰〜（監督：柿崎ゆうじ）

### CM
- 黒酢ニンニク 殺陣師 役
- ベルガモPV 山口雄大 監督 プレイヤー役

### VP
- オリエンタルランド アナとエルサのフローズンファンタジー

### 舞台
2011年
- 「バーチャル社員」龍役

2013年
- 君想ふ、故に我アリ」No.30790役